# Кулагин и партнёры
«Кулагин и партнёры» — российский детективный телесериал. Кинорассказ, использующий художественные приёмы с игрой актёров и реконструкцию документального кино. Транслировался на канале «Россия-1» с 17 мая 2004 года по 26 декабря 2013 года в дневном эфире. Всего было снято более 3000 эпизодов.
С 29 ноября 2021 года выходит спин-офф проекта сериал «Кулагины».

## Сюжет
Главный персонаж сериала — владелец адвокатской конторы Леонид Кулагин, бывший работник ФСБ. Повествование кинорассказа (голос за кадром) ведётся от его имени.
Вместе с сотрудниками своей фирмы и помощниками он раскрывает различные преступления от краж до убийства. В различных сериях основными героями становятся как сотрудники, так и клиенты, свидетели по делам. В соответствии с жанром кинорассказа повествователь заканчивает серию подведением итога, резюме, выводом, заключающим мораль.
В 2006 году вышел параллельный телесериал «Большой Кулагин», он имел расширенный сюжет и рассказывал не только о самих расследованиях, но и мыслях Кулагина. Хронометраж увеличился до 45 минут, сериал выходил по выходным, но, в отличие от первого сериала, не имел высоких рейтингов и вскоре был закрыт.

## Съёмки
По словам гендиректора Антона Златопольского, для канала «Россия» телесериал «Кулагин и партнёры» — это новый формат, после выхода которого весной 2004 года он сразу стал показывать высокий рейтинг.
По словам Леонида Кулагина, он случайно прошёл отбор на главную роль в сериале. Также он говорил, что участие в съёмках этого телесериала забирало у него всё свободное время, и ему не удавалось сниматься в других фильмах. Кроме того, по воспоминаниям Кулагина, аудитория восприняла сериал за реальную историю. Ведь с конца 1990-х артист жил в Брянске и не появлялся в больших ролях на кино и ТВ, и зрители подумали, что он действительно сменил род деятельности и стал адвокатом..
В конце 2013 года выпуски «Кулагин и партнёры» прекратились.

## Съёмочная группа
- Режиссёры: Григорий Любомиров — первый режиссёр (75 серий), Иван Щеголев, Игорь Холодков, Алексей Мизгирёв, Александр Грабарь, Егор Грамматиков, Леонид Кулагин, Светлана Григорьева, Александр Кулямин, Алексей Илюхин, Вадим Шанаурин, Раду Крихан.
- Сценаристы: Дмитрий Ежков, Наталья Шимборецкая, Ася Гусева, Андрей Максимов, Анатолий Головков, Юлия Власова, Юрий Солодов, Вахтанг Лашаури, Александр Кулямин, Ольга Супонева, Александр Миронов (III), Елена Беленко, Боря Ласточкин, Саша Колосков, Дмитрий Гласс, Анастасия Трояновская (сезон 7—8).
- Операторы: Николай Кириенков, Андрей Лебедянский, Александр Шубин, Роман Каледин, Алексей Коробов.
- Продюсер: Василий Григорьев.
- Исполнительный продюсер: Игорь Зотов.
- Музыканты и исполнители: Norma.

## В главных ролях
- Леонид Кулагин — Леонид Николаевич Кулагин, адвокат.
- Евгения Гусева — Женя, помощница адвоката Кулагина. (2004—2008)
- Александр Кулямин — Саша, помощник адвоката Кулагина. (2004—2008)
- Ольга Супонева — Ольга, помощница адвоката Кулагина.
- Борис Тенин — Боря, помощник адвоката Кулагина.
- Ника Ганич — Ника, помощница адвоката Кулагина. (2007—2011)
- Денис Яковлев — Саша, помощник адвоката Кулагина (замена с 2008).
- Юлия Назаренко — Юля, помощница адвоката Кулагина. (2011)
- Марина Соколова — Марина, помощница адвоката Кулагина. (с 2011)